# Prange Way
Prange Way begon in 1911 als een koopjeswinkel genaamd Prange's Budget Store in het hoofdgebouw van het warenhuis  H.C. Prange in Sheboygan, Winconsin. De Prange Way-keten groeide later uit tot een discountwarenhuis met meerdere vestigingen in Wisconsin en Illinois. Twee van hun eerste grote discountwinkels, Prange Way, werden tussen 1965 en 1966 geopend in de steden Appleton en Fond du Lac, Wisconsin. Deze laatste was een ankerwinkel van de Forest Mall, een overdekt winkelcentrum. Gedurende de jaren 1970 en 1980 werden er nog meer winkels geopend in Wisconsin en Illinois. In 1989 werden er zeven van deze winkels overgenomen van Schultz's Discount.
In 1990 werd de Prange Way-keten verkocht aan een groep Prange Way-managers en andere investeerders en werd het hoofdkantoor verplaatst naar De Pere, Wisconsin. De keten vroeg in oktober 1995 uitstel van betaling aan. Een advocaat van Prange Way noemde de concurrentie van nationale discountketens als reden voor de financiële problemen van Prange Way. De grootste schuld bedroeg $ 3 miljoen bij de State of Wisconsin Investment Board. Destijds exploiteerde Prange Way 21 winkels in Wisconsin en één in Minnesota, en was er geen sprake van dat er winkels zouden worden gesloten (hoewel het bedrijf wel verwachtte een aantal werknemers te moeten ontslaan). De winkels hielden het daarna echter niet lang vol, want al in november zouden de liquidatieverkopen beginnen. Alle winkels in Prange Way zouden na de kerstvakantie van 1995 gesloten worden. 